# Oszkár Ascher
Oszkár Ascher (n. 20 septembrie 1897, Budapesta - d. 25 octombrie 1965, Budapesta) a fost un actor, regizor, scriitor și dramaturg maghiar.

## Filmografie
- 1951 În plină viteză (Teljes gőzzel), regia Félix Máriássy
- 1963 Diplomatul gol	(Meztelen diplomata), regia György Palásthy
- 1964 Un nou Ghilgameș (Új Gilgames), regia Mihály Szemes